# Казыбаев, Батыр Какимжанович
Батыр Какимжанович Казыбаев (каз. Батыр Қазыбаев; 6 января 1969 — 27 марта 2022, Алматы, Казахстан) — казахский  медиаменеджер, общественный деятель, основатель Tengrinews.kz и глава холдинга Alash Media Group. Сын известного казахского писателя и государственного деятеля Какимжана Казыбаева.

## Биография
Родился в Алматы в семье Какимжана Казыбаева, советского казахского писателя, бывшего директора КазТАГ и секретаря ЦК Компартии КазССР. Мать — Орынша Карабалина-Казыбаева, заслуженный педагог Казахстана.
В 1993 году окончил факультет журналистики Казахского государственного университета. В разное время работал в пресс-службе Президента Казахстана, канцелярии премьер-министра. 
Стоял у истоков «Седьмого канала». При Батыре Казыбаеве «Седьмой канал» начал республиканское вещание и запустил ряд проектов.
С 2008 года возглавил Alash Media Group, ставший одним из крупнейших медиахолдингов Казахстана.
В 2010 году запустил новостной портал Tengrinews, один из самых популярных информационных ресурсов страны, позже попавший в рейтинг Forbes.kz "50 крупнейших интернет-компаний Казахстана".
"Решение основать сайт - конкурент ТВ и печатных СМИ было рискованным, но было понятно, что Интернет-ресурсы будут расти. Это сейчас состоявшийся факт, но в 2010 у многих был скепсис. И вторая причина была в том, что казахстанское информационное пространство было напичкано иностранными ресурсами. Это задевало. Хотелось свое, хотелось освещать и подавать новости с нашей точки зрения, казахстанской... Нас любят и не любят, но мы должны делать свою работу как представители казахстанской журналистики", - рассказывал Батыр Казыбаев в интервью Hommes.kz.
Батыр Казыбаев создал также первую в Казахстане рок-радиостанцию Tengri FM, а позже - первую в стране казахоязычную волну "Жұлдыз FM".
Основал и запустил фестиваль этнической музыки The Spirit of Tengri.
По инициативе Батыра Казыбаева в 2014 году был запущен проект "Победители" - база о казахстанских ветеранах ВОВ.
Также им были запущены спортивный сайт Vesti.kz, молодежный сайт Massaget.kz, казахоязычная версия Tengrinews.kz, ежедневная газета "Алаш айнасы", которая трансформировалась в общественно-политический сайт.
В интервью Арманжану Байтасову Батыр Казыбаев отмечал важность развития казахоязычных проектов, подчеркивая, что "в наших доморощенных измерениях на медиарынке не учитывается в хорошем качестве и количестве казахскоязычная аудитория". 
Выступил одним из инициаторов установки памятника Виктору Цою в Алматы на улице Тулебаева.
Батыр Казыбаев ушел из жизни 27 марта 2022 года в Алматы после продолжительной болезни. В своей телеграмме соболезнования Президент Казахстана Касым-Жомарт Токаев отметил, что Батыр Казыбаев "внес значительный вклад в развитие журналистики страны". Государственный секретарь Казахстана Ерлан Карин назвал уход Батыра Казыбаева "невосполнимой утратой для всей отечественной медиасферы". 
Министр информации и общественного развития Казахстана охарактеризовал Батыра Казыбаева как сильного и эффективного медиаменеджера, основателя многих крутых медиапроектов и представителя журналистской династии.
Прощание с Батыром Казыбаевым прошло 29 марта 2022 года в Доме ученых в Алматы.

## Семья
Жена — Зауре Казыбаева. Четверо детей.

## Награды
Награжден орденами «Парасат», «Курмет» и медалью «Ерен еңбегі үшін».